# Comuna Österåker
Österåker (Österåkers kommun) este o comună din comitatul Stockholms län, Suedia, cu o populație de 40.495 locuitori (2013).

## Geografie

### Zone urbane
Lista celor mai mari zone urbane din comună (anul 2015) conform Biroului Central de Statistică al Suediei:
| Nr | Zona urbană           | Pop.   |
| -- | --------------------- | ------ |
| 1  | Åkersberga            | 32.659 |
| 2  | Svinninge             | 2.136  |
| 3  | Bammarboda            | 647    |
| 4  | Nyhagen și Översättra | 619    |
| 5  | Rydbo                 | 597    |
| 6  | Spånlöt               | 480    |
| 7  | Solberga              | 427    |
| 8  | Täljö                 | 410    |
| 9  | Nolsjö și Mellansjö   | 354    |
| 10 | Stava                 | 347    |

## Demografie
| \| Evoluția demografică în comuna Österåker, 1970–2015 \| Evoluția demografică în comuna Österåker, 1970–2015 \| Evoluția demografică în comuna Österåker, 1970–2015 \| Evoluția demografică în comuna Österåker, 1970–2015 \| Evoluția demografică în comuna Österåker, 1970–2015 \| \| ----------------------------------------------------------------------------------------------------- \| --------------------------------------------------- \| --------------------------------------------------- \| --------------------------------------------------- \| --------------------------------------------------- \| \| An \| \| \| Locuitori \| \| \| 1970 \| 1970 \| \| 15527 \| 15527 \| \| 1975 \| 1975 \| \| 22664 \| 22664 \| \| 1980 \| 1980 \| \| 25631 \| 25631 \| \| 1985 \| 1985 \| \| 26324 \| 26324 \| \| 1990 \| 1990 \| \| 30230 \| 30230 \| \| 1995 \| 1995 \| \| 32140 \| 32140 \| \| 2000 \| 2000 \| \| 34427 \| 34427 \| \| 2005 \| 2005 \| \| 37336 \| 37336 \| \| 2010 \| 2010 \| \| 39521 \| 39521 \| \| 2015 \| 2015 \| \| 42130 \| 42130 \| \| Sursa: SCB - Statistika Centralbyrån, Folkmängd efter region, civilstånd, ålder och kön. År 1968–2016 \| \| \| \| \| |      |  |           |       |
| Evoluția demografică în comuna Österåker, 1970–2015 |      |  |           |       |
| An |      |  | Locuitori |       |
| 1970 | 1970 |  | 15527     | 15527 |
| 1975 | 1975 |  | 22664     | 22664 |
| 1980 | 1980 |  | 25631     | 25631 |
| 1985 | 1985 |  | 26324     | 26324 |
| 1990 | 1990 |  | 30230     | 30230 |
| 1995 | 1995 |  | 32140     | 32140 |
| 2000 | 2000 |  | 34427     | 34427 |
| 2005 | 2005 |  | 37336     | 37336 |
| 2010 | 2010 |  | 39521     | 39521 |
| 2015 | 2015 |  | 42130     | 42130 |
| Sursa: SCB - Statistika Centralbyrån, Folkmängd efter region, civilstånd, ålder och kön. År 1968–2016 |      |  |           |       |